# 적도 기니 요리

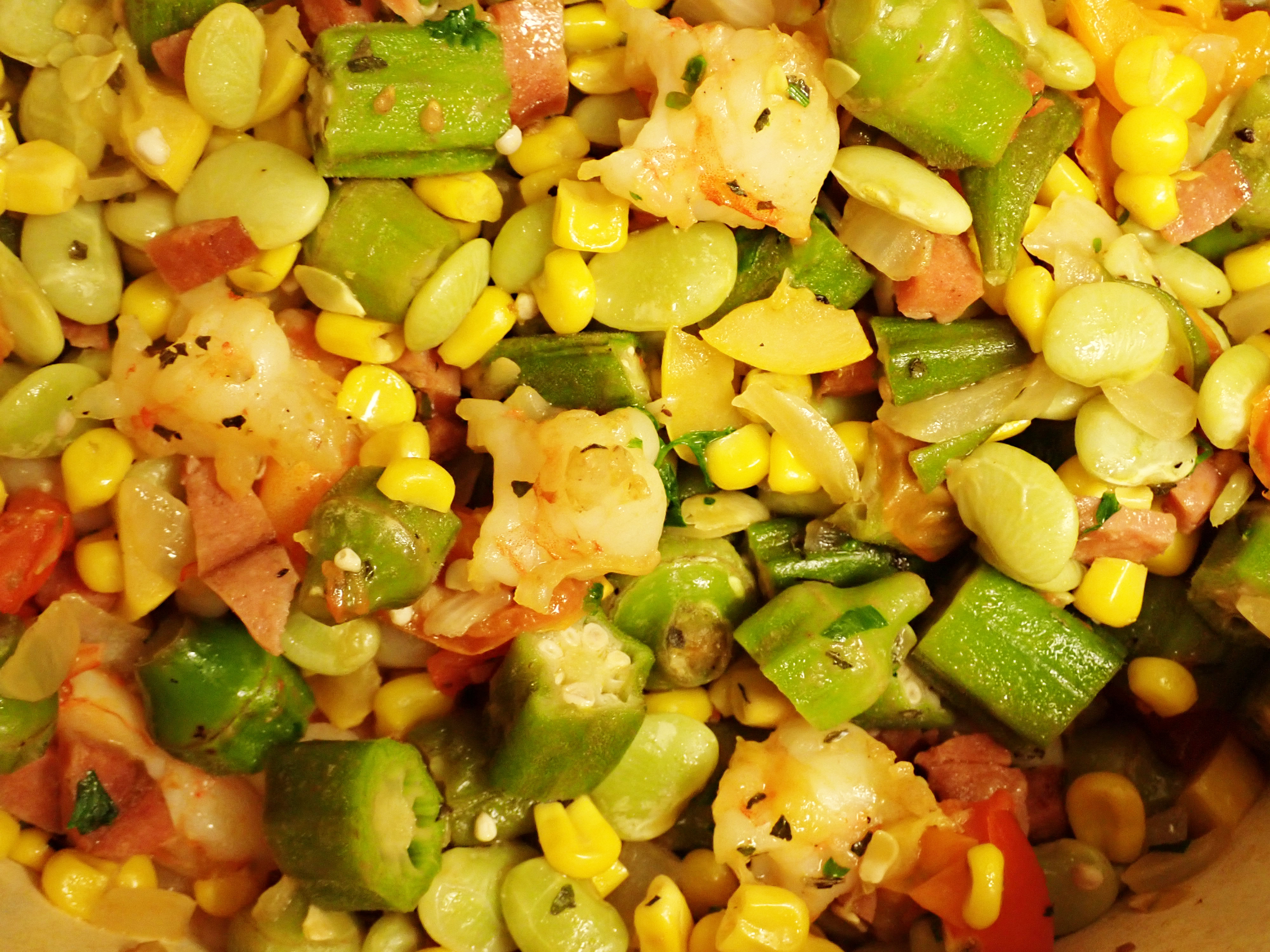
서코태시

적도 기니 요리(赤道 Guinea 料理, 스페인어: cocina guineoecuatoriana 코시나 기네오에콰토리아나[*], 포르투갈어: cozinha equatoguiniana 코지냐 이쿠아토기니아나[*], 프랑스어: cuisine équatoguinéenne 퀴진 에쿠아토기네엔[*])는 중앙아프리카 서부에 있는 적도 기니의 요리이다.

## 같이 보기
- 아프리카 요리